# Rushelle Burton
Rushelle Burton (ur. 4 grudnia 1997) – jamajska lekkoatletka specjalizująca się w biegach płotkarskich.
Czwarta zawodnika biegu na 100 metrów przez płotki podczas mistrzostw świata juniorów młodszych w Doniecku (2013). Trzy lata później zdobyła srebrny medal światowego czempionatu U20 w Bydgoszczy. Półfinalistka światowego czempionatu z Londynu (2017).
Złota medalistka CARIFTA Games. Stawała na podium czempionatu NCAA.

## Osiągnięcia
| Rok  | Impreza                               | Miejsce   | Konkurencja                     | Lokata     | Wynik |
| ---- | ------------------------------------- | --------- | ------------------------------- | ---------- | ----- |
| 2013 | Mistrzostwa świata juniorów młodszych | Donieck   | bieg na 100 metrów przez płotki | 4. miejsce | 13,32 |
| 2016 | Mistrzostwa świata juniorów           | Bydgoszcz | bieg na 100 metrów przez płotki | 2. miejsce | 12,87 |
| 2017 | Mistrzostwa świata                    | Londyn    | bieg na 100 metrów przez płotki | półfinał   | 12,94 |

## Rekordy życiowe
- Bieg na 60 metrów przez płotki (hala) – 8,02 (2017)
- Bieg na 100 metrów przez płotki – 12,65 (2017)